# Longhai
Longhai is een stad in de provincie Fujian van China. Longhai ligt in de prefectuur Zhangzhou en telt ongeveer 800.000 inwoners.